# Boulevard Pie-XI
Pour les articles homonymes, voir Pie XI (homonymie).
Le boulevard Pie-XI est une artère d'orientation nord-sud traversant le quartier de Val-Bélair à Québec. Ce boulevard est un segment de la route 369.

## Situation et accès
Le boulevard a une longueur d'environ 7,5 km. C'est une route bidirectionnelle à 2 voies avec bandes cyclables. Il traverse le quartier de Val-Bélair du nord au sud dans un axe parallèle à l'autoroute Henri-IV.
Il débute au sud à la jonction de la route Sainte-Geneviève et se termine au nord à l'intersection où l'autoroute Henri-IV se transforme en route de la Bravoure. Sur son parcours, le boulevard croise entre autres l'avenue de l'Amiral, l'avenue de la Montagne, l'avenue Industrielle et la rue de Montolieu.
L'avenue de la Montagne sépare le boulevard en deux segments : Pie-XI Nord et Pie-XI Sud.

## Origine du nom

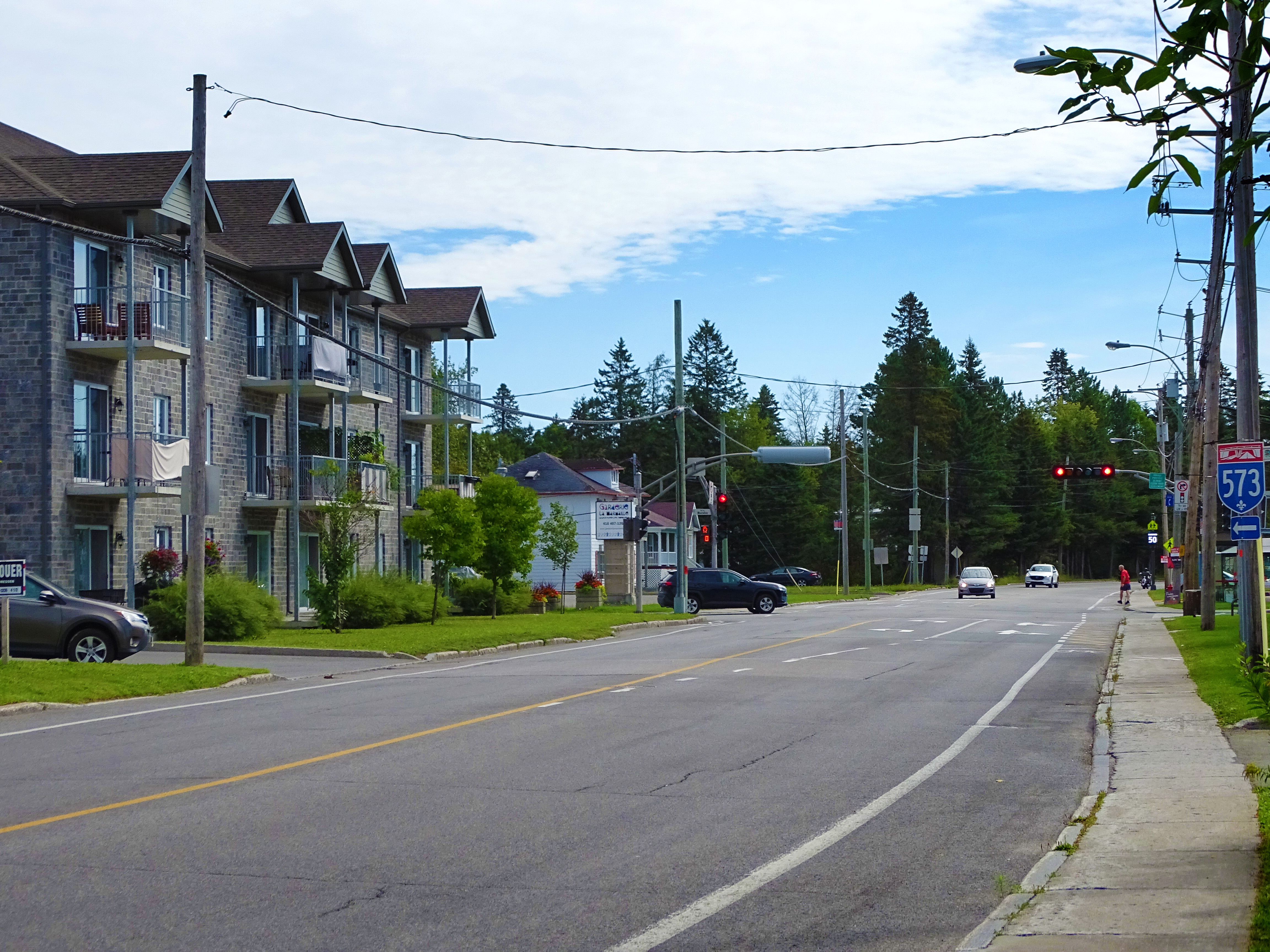
Le boulevard Pie-XI à l'intersection de la rue de Montolieu.

Le nom du boulevard rend hommage à Pie XI, pape entre 1922 et 1939.

## Historique
L'ouverture du boulevard date approximativement du milieu du XIXe siècle. Elle est ordonnée le 16 juin 1856. Son tracé est bien indiqué sur une carte de 1879.
Son nom actuel est attribué au boulevard le 10 mai 1933 à l'intérieur des limites de Val-Saint-Michel en remplacement de « route des Grands Déserts ». L'hommage suit la canonisation des Martyrs canadiens en 1930 par ce même pape. Le nom est officialisé le 7 mars 1985 par la Commission de toponymie. Auparavant, cette route était désignée chemin Saint-Michel ou rang Saint-Michel.
Le 19 juillet 1976, deux ans après de la fusion de Val-Saint-Michel et Val-Bélair, l'odonyme est appliqué à la totalité du tracé actuel. À Val-Bélair, le boulevard était auparavant désigné « boulevard Courcelette ».